# Olympische Jugend-Winterspiele 2012/Biathlon
Bei den Olympischen Jugend-Winterspielen 2012 in Innsbruck fanden vom 18. bis 21. Januar 2012 sechs Wettbewerbe im Biathlon statt. Ausgetragen wurden die Wettbewerbe im Tiroler Ort Seefeld.

## Bilanz

### Medaillenspiegel
| Platz  | Land                | Gold | Silber | Bronze | Gesamt |
| ------ | ------------------- | ---- | ------ | ------ | ------ |
| 1      | Deutschland         | 4    | 1      | –      | 4      |
| 2      | Russland            | 1    | 1      | 1      | 3      |
| 3      | Volksrepublik China | 1    | –      | 1      | 2      |
| 4      | Estland             | –    | 2      | –      | 2      |
| 5      | Kasachstan          | –    | 1      | 1      | 2      |
| 6      | Norwegen            | –    | 1      | –      | 1      |
| 7      | Frankreich          | –    | –      | 2      | 2      |
| 8      | Vereinigte Staaten  | –    | –      | 1      | 1      |
| Gesamt | Gesamt              | 6    | 6      | 6      | 18     |

### Medaillengewinner
| Disziplin                          | Gold                                                                          | Silber                                                                           | Bronze                                                                    |
| ---------------------------------- | ----------------------------------------------------------------------------- | -------------------------------------------------------------------------------- | ------------------------------------------------------------------------- |
| Männer                             |                                                                               |                                                                                  |                                                                           |
| Sprint                             | Cheng Fangming                                                                | Rene Zahkna                                                                      | Aristide Bègue                                                            |
| Verfolgung                         | Niklas Homberg                                                                | Rene Zahkna                                                                      | Cheng Fangming                                                            |
| Frauen                             |                                                                               |                                                                                  |                                                                           |
| Sprint                             | Franziska Preuß                                                               | Galina Wischnewskaja                                                             | Uljana Kaischewa                                                          |
| Verfolgung                         | Uljana Kaischewa                                                              | Franziska Preuß                                                                  | Galina Wischnewskaja                                                      |
| Mixed                              |                                                                               |                                                                                  |                                                                           |
| Staffel                            | DeutschlandFranziska Preuß Laura Hengelhaupt Maximilian Janke Niklas Homberg  | NorwegenKristin Sandeggen Karoline Næss Haakon Livik Kristian André Aalerud      | FrankreichLéa Ducordeau Chloé Chevalier Fabien Claude Aristide Bègue      |
| Mixed-Staffel Skilanglauf/Biathlon | DeutschlandFranziska Preuß Victoria Carl Maximilian Janke Christian Stiebritz | RusslandUljana Kaischewa Anastassija Sedowa Iwan Galuschkin Alexander Seljaninow | Vereinigte StaatenAnna Kubek Heather Mooney Sean Doherty Patrick Caldwell |

## Männer

### Sprint
| Platz | Land | Athlet                 | Zeit        | Fehler |
| ----- | ---- | ---------------------- | ----------- | ------ |
| 1     | CHN  | Cheng Fangming         | 19:21,7 min | 0+1    |
| 2     | EST  | Rene Zahkna            | 19:43,0 min | 0+1    |
| 3     | FRA  | Aristide Bègue         | 19:48,5 min | 1+0    |
| 4     | CAN  | Stuart Harden          | 19:51,3 min | 0+0    |
| 5     | NOR  | Kristian André Aalerud | 20:04,4 min | 0+2    |
| 6     | GER  | Niklas Homberg         | 20:05,4 min | 0+1    |

Datum: 15. Januar 2012

Weitere Teilnehmer aus deutschsprachigen Ländern:

 Michael Pfeffer belegte mit 20:35,3 min (2+1 Fehler) den 10. Platz.

 Maximilian Janke belegte mit 20:57,8 min (1+1) den 14. Platz.

 Jules Cuenot belegte mit 21:18,4 min (2+2) den 18. Platz.

 Kenneth Schöpfer belegte mit 22:14,2 min (1+3) den 26. Platz.

 Thorsten Bischof belegte mit 22:17,7 min (3+1) den 28. Platz.

### Verfolgung
| Platz | Land | Athlet                 | Zeit        | Fehler  |
| ----- | ---- | ---------------------- | ----------- | ------- |
| 1     | GER  | Niklas Homberg         | 28:43,1 min | 2+0+2+0 |
| 2     | EST  | Rene Zahkna            | 28:52,6 min | 0+2+1+1 |
| 3     | CHN  | Cheng Fangming         | 28:57,7 min | 2+1+1+3 |
| 4     | GER  | Maximilian Janke       | 29:41,6 min | 0+0+2+2 |
| 5     | SLO  | Miha Dovžan            | 30:04,4 min | 1+0+0+0 |
| 6     | NOR  | Kristian André Aalerud | 30:04,7 min | 2+1+1+3 |

Datum: 16. Januar 2012

Weitere Teilnehmer aus deutschsprachigen Ländern:

 Thorsten Bischof belegte mit 31:38,8 min (1+0+1+1 Fehler) den 13. Platz.

 Michael Pfeffer belegte mit 31:52,9 min (1+2+4+2) den 15. Platz.

 Kenneth Schöpfer belegte mit 32:01,5 min (0+0+2+1) den 17. Platz.

 Jules Cuenot belegte mit 32:15,3 min (2+1+3+2) den 18. Platz.

## Frauen

### Sprint
| Platz | Land | Athlet               | Zeit        | Fehler |
| ----- | ---- | -------------------- | ----------- | ------ |
| 1     | GER  | Franziska Preuß      | 17:27,7 min | 0+1    |
| 2     | KAZ  | Galina Wischnewskaja | 17:55,2 min | 1+1    |
| 3     | RUS  | Uljana Kaischewa     | 18:00,9 min | 1+1    |
| 4     | SWE  | Lotten Sjödén        | 18:08,6 min | 1+0    |
| 5     | RUS  | Natalija Gerbulowa   | 18:14,5 min | 1+0    |
| 6     | CZE  | Jessica Jislová      | 18:19,5 min | 0+0    |

Datum: 15. Januar

Weitere Teilnehmerinnen aus deutschsprachigen Ländern:

 Julia Reisinger belegte mit 18:24,00 min (1+0 Fehler) den 7. Platz.

 Aita Gasparin belegte mit 19:33,4 min (2+1) den 20. Platz.

 Laura Hengelhaupt belegte mit 21:18,8 min (1+4) den 37. Platz.

### Verfolgung
| Platz | Land | Athlet               | Zeit        | Fehler  |
| ----- | ---- | -------------------- | ----------- | ------- |
| 1     | RUS  | Uljana Kaischewa     | 26:01,3 min | 0+0+0+0 |
| 2     | GER  | Franziska Preuß      | 26:29,2 min | 1+0+1+0 |
| 3     | KAZ  | Galina Wischnewskaja | 27:44,4 min | 0+2+1+1 |
| 4     | SWE  | Lotten Sjödén        | 28:05,6 min | 1+0+1+1 |
| 5     | ITA  | Lisa Vittozzi        | 28:07,7 min | 0+0+0+0 |
| 6     | AUT  | Julia Reisinger      | 29:03,3 min | 1+0+0+1 |

Datum: 16. Januar 2012

Weitere Teilnehmerinnen aus deutschsprachigen Ländern:

 Aita Gasparin belegte mit 31:32,1 min (1+0+1+2 Fehler) den 16. Platz.

 Laura Hengelhaupt belegte mit 33:21,4 min (1+1+3+1) den 21. Platz.

## Mixed

### Staffel
| Platz | Land | Athleten                                                            | Zeit        | Fehler |
| ----- | ---- | ------------------------------------------------------------------- | ----------- | ------ |
| 1     | GER  | Franziska Preuß Laura Hengelhaupt Maximilian Janke Niklas Homberg   | 1:11:06,8 h | 0+7    |
| 2     | NOR  | Kristin Sandeggen Karoline Næss Haakon Livik Kristian André Aalerud | 1:13:11,7 h | 0+8    |
| 3     | FRA  | Léa Ducordeau Chloé Chevalier Fabien Claude Aristide Bègue          | 1:13:27,8 h | 1+12   |
| 4     | UKR  | Julija Schurawok Anastassija Merkuschyna Dmytro Ihnatjew Maxym Iwko | 1:14:47,5 h | 3+12   |
| 5     | ITA  | Lisa Vittozzi Anna Savin Federico Di Francesco Xavier Guidetti      | 1:15:46,6 h | 0+11   |
| 6     | SWE  | Linn Persson Lotten Sjödén Mattias Jonsson Niklas Forsberg          | 1:16:02,9 h | 3+12   |

Datum: 19. Januar 2012

Weitere Teilnehmer aus deutschsprachigen Ländern:

 Österreich (Julia Reisinger, Magdalena Millinger, Michael Pfeffer, Thorsten Bischof) belegte mit 1:19:05,3 h (4+16 Fehler) den 13. Platz.

### Mixed-Staffel Skilanglauf/Biathlon
| Platz | Land | Sportler                                                                 | Zeit        | Fehler |
| ----- | ---- | ------------------------------------------------------------------------ | ----------- | ------ |
| 1     | GER  | Franziska Preuß Victoria Carl Maximilian Janke Christian Stiebritz       | 1:04:23,4 h | 1+6    |
| 2     | RUS  | Uljana Kaischewa Anastassija Sedowa Iwan Galuschkin Alexander Seljaninow | 1:05:22,5 h | 2+9    |
| 3     | USA  | Anna Kubek Heather Mooney Sean Doherty Patrick Caldwell                  | 1:05:23,0 h | 0+5    |
| 4     | SUI  | Aita Gasparin Nadine Fähndrich Kenneth Schöpfer Jason Rüesch             | 1:05:36,0 h | 0+5    |
| 5     | FRA  | Léa Ducordeau Constance Vulliet Fabien Claude Thomas Chamellant          | 1:06:01,9 h | 0+5    |
| 6     | SWE  | Lotten Sjödén Jonna Sundling Niklas Forsberg Marcus Ruus                 | 1:06:07,9 h | 0+9    |

Datum: 21. Januar

Es traten abwechselnd jeweils zwei Athleten vom Biathlon und Langlauf an.

Weitere Teilnehmer aus deutschsprachigen Ländern:

 Österreich (Julia Reisinger, Lisa Unterweger, Michael Pfeffer, Alexander Gotthalmseder) belegte mit 1:06:22,9 h (2+5 Fehler) den 7. Platz.